# Танглвудский музыкальный фестиваль
Танглвудский музыкальный фестиваль (англ. Tanglewood Music Festival) — международный музыкальный фестиваль в США. Основан в 1934 году под эгидой Бостонского симфонического оркестра (БСО), главные дирижёры которого по традиции являются художественными руководителями фестиваля. Проводится летом в поместье Та́нглвуд (Тэнглвуд) близ деревни Ленокс в штате Массачусетс ежегодно (в 1942—1945 годах не проводился). 
Основу фестивального репертуара составляют симфонические концерты БСО. Помимо них с 1960 годов на фестивале были представлены камерная музыка, джаз, поп-музыка и (с 1964 года) современная музыка. Особенно значимым для развития фестиваля было руководство в 1936—1950 годах С. А. Кусевицкого, который поднял престиж фестиваля на мировой уровень. По его инициативе в 1940 году в рамках фестиваля был организован Танглвудский музыкальный центр (название с 1985 года, первоначально — Беркширский музыкальный центр) — летняя академия музыки с преподаванием консерваторских дисциплин для инструменталистов, певцов, дирижёров, композиторов. В рамках летней академии регулярно давали мастер-классы музыканты с мировым именем — Кусевицкий, Л. Бернстайн, Л. Флейшер, С. Одзава, Дж. Левайн и др.